# Kościół Świętych Apostołów Piotra i Pawła w Nysie
Kościół Świętych Apostołów Piotra i Pawła w Nysie – rzymskokatolicka świątynia, uznawana za najpiękniejszy przykład nyskiego baroku.

## Historia
Powstanie kościoła ściśle wiąże się z bożogrobcami, którzy zostali sprowadzeni do Nysy z Miechowa pod Krakowem już na przełomie XII i XIII wieku. W roku 1346 zakonnicy ci zbudowali na Starym Mieście, przy kościele Maria in Rosis (Matki Boskiej Różańcowej) zespół klasztorno-szpitalny. Po pożarze tej siedziby w wyniku walk z husytami zostali przeniesieni do klasztoru przy Rynku Solnym. Tam następnie wznieśli w XV wieku kościół św. Krzyża.
Świątynia ta została im jednak odebrana w 1622 roku przez biskupa
Karola Habsburga i przekazana przybyłym do Nysy jezuitom. Bożogrobcy otrzymali w zamian plac przy ówczesnych murach miejskich, pomiędzy dzisiejszymi ulicami św. Piotra i Bracką. Stał tam opuszczony gotycki kościół franciszkanów pod wezwaniem św. Piotra, który jednak od 1513 roku był ruiną i został rozebrany po roku 1596.
Podupadły po wojnie trzydziestoletniej zakon bożogrobców dopiero na przełomie XVII i XVIII wieku zaczyna odzyskiwać swoją dawną świetność. Stało się to za sprawą biskupa Ludwika Franciszka von Neuburga, który dysponował wówczas specjalnymi cesarskimi funduszami przeznaczonymi na wspieranie kościoła katolickiego na Śląsku. Pochodziły one z rekompensaty za oddane protestantom 122 kościoły, zgodnie z traktatem z Altranstädt, zawartym w 1706 roku.
Dzięki wsparciu biskupa najpierw w latach 1708-1713 powstał nowy budynek klasztorny. Później niedaleko pozostałości po starym kościele bożogrobcy wybudowali w latach 1720-1727 obecną świątynię. Autorem projektu i pierwszym budowniczym był pochodzący z
Węgier Michał Klein, a od 1725 prace kontynuował Feliks Antoni Hammerschmidt.
Kościół i klasztor przylegały wprost do miejskich murów obronnych, zamykających wylot ulicy Brackiej. Świątynia, dzięki swym dwóm wysokim wieżom, jest widocznym punktem w panoramie miasta.
Po sekularyzacji z 1810 roku kościół na krótki czas stał się fabryką mydła. W XIX wieku w klasztorze znajdował się szpital, w latach 1949–1997 był on siedzibą Wyższego Seminarium Duchownego, obecnie mieści się tu Diecezjalne Gimnazjum i Liceum Humanistyczne oraz Diecezjalny Dom Formacyjny.
Kościół odnawiany był w latach 1834-1835 oraz 1929-1930. Szczęśliwie przetrwał pożar Nysy w 1945 roku – zniszczeniu uległy wówczas jedynie szyby i ramy okienne, a ślady po rozpryskujących się wówczas kroplach roztopionego ołowiu są do dziś widoczne na ławkach.
W okresie PRL świątynia pełniła funkcję kościoła seminaryjnego, a od 2 sierpnia 1999 roku jest kościołem głównym nowo utworzonej parafii świętych Apostołów Piotra i Pawła, wydzielonej z
parafii św. Jakuba.

## Architektura i wystrój wnętrza

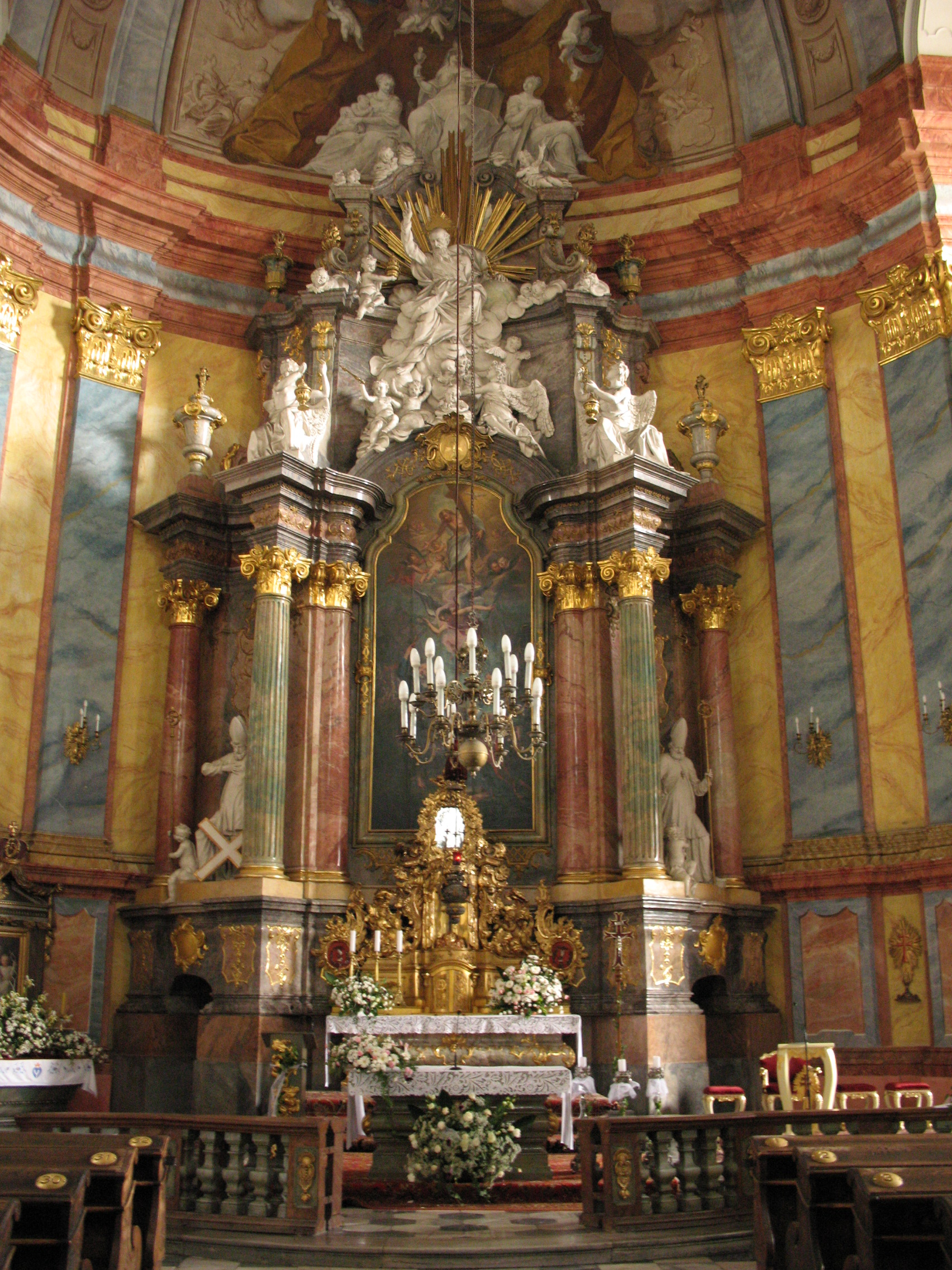
Ołtarz główny

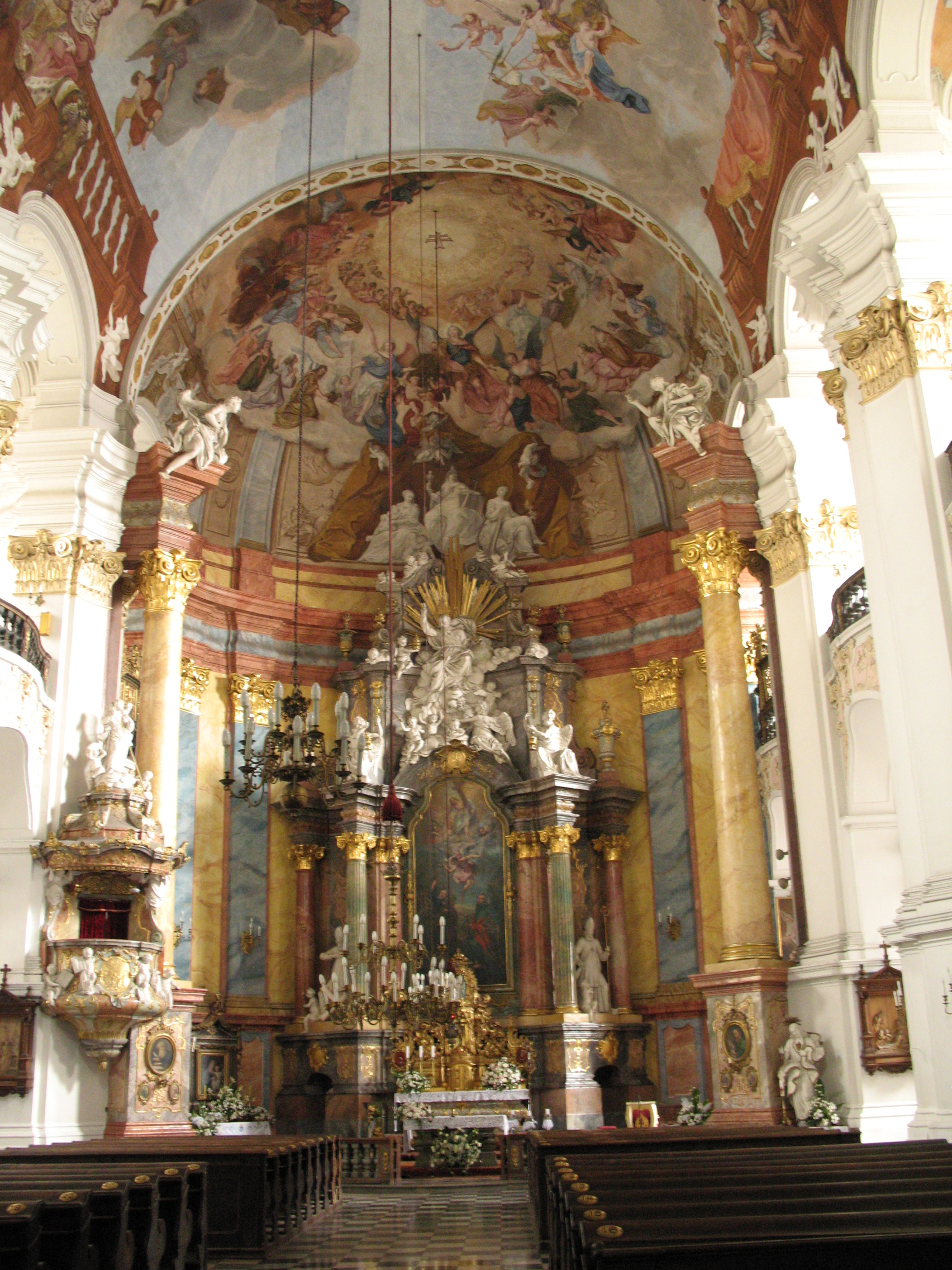
Prezbiterium i fragment nawy głównej

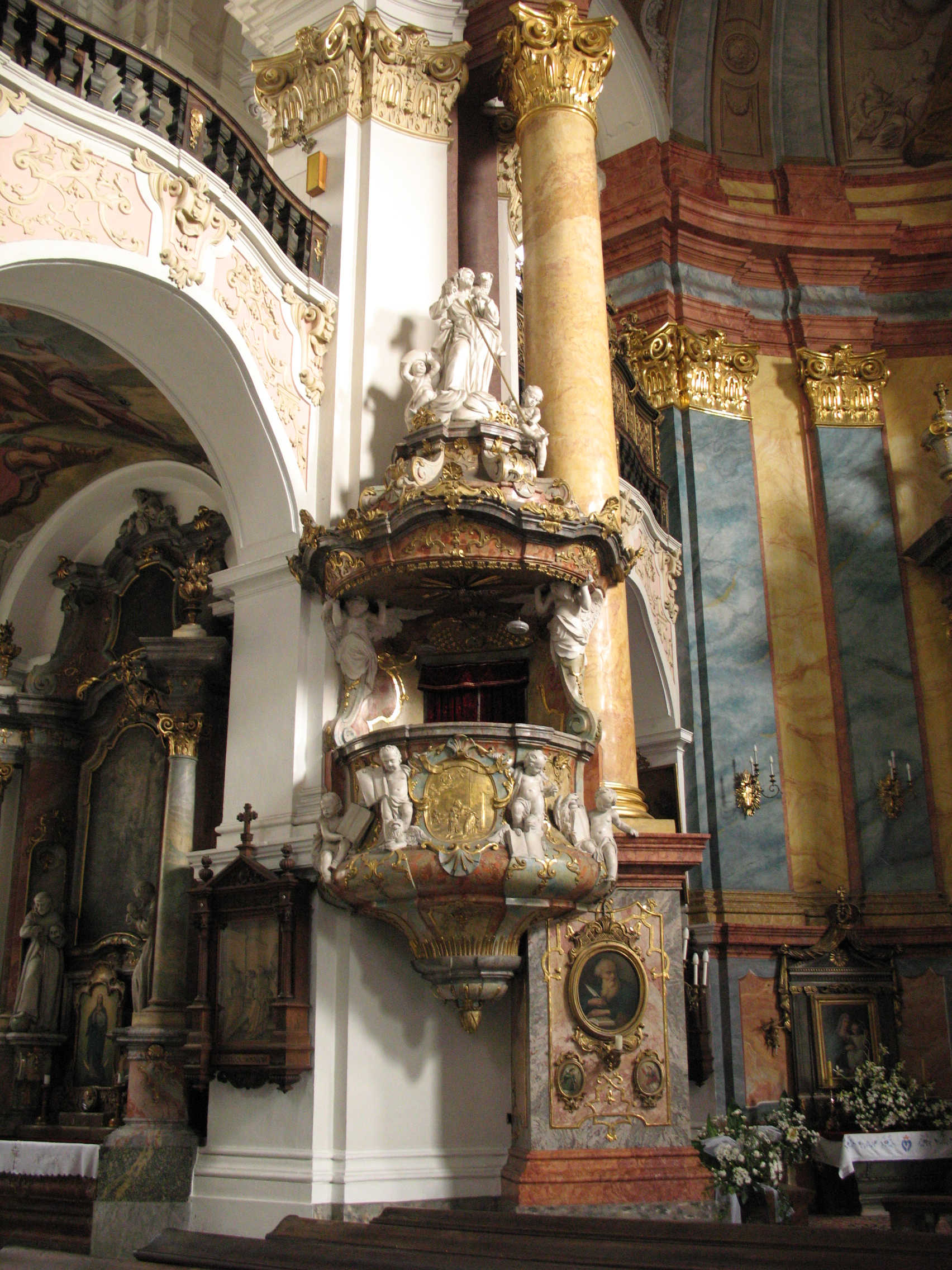
Ambona

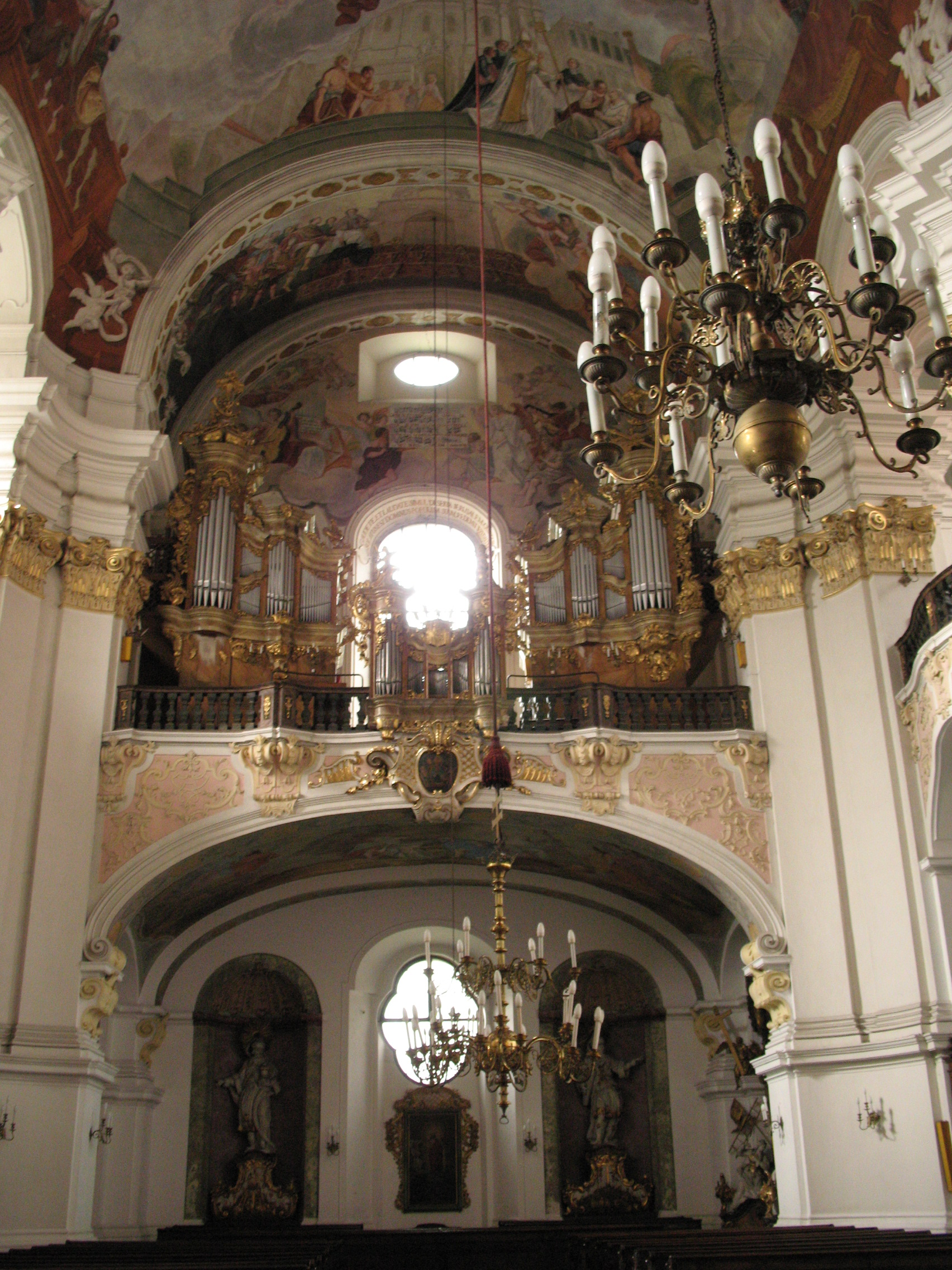
Chór muzyczny
z prospektem organowym

Trójprzęsłowy barokowy kościół orientowany, nakryty dachem dwuspadowym nad korpusem i wielopołaciowym nad prezbiterium. Wzniesiony w ciągu zabudowań ulicy Brackiej, wzorowany na kościele św. Mikołaja na Małej Stranie w Pradze. Według słów Pawła Jasienicy z 1948 jest jak bliski krewny kościołów krakowskich, wileńskich, warszawskich, a w jego ołtarzu głównym jest "Polnische Muttergott" albo "die Schwarze Madonna" – czyli po prostu Częstochowska, co czyni go przykładem swojszczyzny na Śląsku.
Trójdzielna elewacja zachodnia posiada podziały pilastrowe z lekko wysuniętym polem środkowym, zwieńczonym przyczółkiem z esownicami i podwójnym krzyżem bożogrobców. Po bokach dwie czterokondygnacyjne wieże, nakryte baniastymi
hełmami z latarniami. Dynamika architektoniczna tej elewacji czyni ją podobną do fasad kościołów jezuickich.
Zupełnie inna jest fasada południowa – spokojna, niemal pałacowa, pięcioosiowa, dwustrefowa, dołem boniowana, a wyżej podzielona pilastrami, zawiera dwa portale.
W środkowym przęśle zbudowany został portal główny z kompozytowymi kolumnami, na których wspiera się balkon z kamienną balustradą. Na
zworniku nadproża umieszczono
kartusz herbowy z krzyżem bożogrobców.
Drugi portal znajduje się na przęśle wschodnim i jest ujęty jest pilastrami, nad którymi znajdują się figury patronów świątyni.
Przed kościołem stoi pomnik św. Jana Nepomucena z 1737 roku, a tuż obok – Fontanna Trytona.
Kościół charakteryzuje się układem emporowo-halowym z dwoma rzędami
kaplic i empor po bokach. Wnętrze nakryte jest
sklepieniami żaglastymi na gurtach. Pary pilastrów kompozytowych opięte na filarach podtrzymują wydatne belkowanie.
Bardzo bogaty i jednolity, późnobarokowy wystrój kościoła z elementami rokokowymi i klasycystycznymi przetrwał burzliwe dzieje miasta i to dzięki niemu świątynia jest określana mianem perły Śląskiego Rzymu. W stanie niemal nienaruszonym zachowało się prawie całe osiemnastowieczne wyposażenie – ołtarze, ambona, paramenty, cykle obrazów, zespoły malowideł ściennych, rzeźby, figury świętych oraz oprawa chóru z dominującym prospektem organowym.
Sklepienia zdobią wykonane na zlecenie prepozyta Eliasza Close, uznawane za arcydzieło późnego baroku polichromie iluzjonistyczne. Zostały one namalowane w 1730 r. przez braci
Tomasza Krzysztofa i
Feliksa Antoniego Schefflerów, którzy przybyli do Nysy z Monachium.
Formy artystyczne tych malowideł autorzy zaczerpnęli w dużej mierze z twórczości
Cosmy Damiana Asama, Cesarego Ripy i
Andrei Pozzo.
Charakterystyczne dla malarstwa iluzjonistycznego zatarcie różnic między
rzeczywistością i złudzeniem, pomiędzy światem realnym i nadrealnym miało w swym założeniu przełamać czas, przestrzeń, wymiary, wprawić widza w zachwyt i umożliwić mu doświadczenie głębokich przeżyć religijnych.
Równie ekspresyjna jak forma jest także treść tych dzieł. Wszystkie kościelne malowidła są podporządkowane motywowi uwielbienia tajemnicy Krzyża Świętego jako narzędzia
męki Chrystusa i źródła zbawienia.
Freski nyskich bożogrobców to jednak nie tylko sama estetyka, forma i przeżycie, lecz także przedstawienie wielkich idei filozoficznych za pomocą symboli, alegorii i innych środków retorycznych. Ukazana została na nich teologia
Pisma Świętego i historia zbawienia.
Prezbiterium oddzielone jest od nawy gurtami oraz przyściennymi kolumnami, wspartymi na wysokich cokołach, ozdobionymi
medalionami z
popiersiami Piotra i Pawła i rokokowymi kinkietami oraz figurami aniołów w zwieńczeniu.
Późnobarokowy ołtarz główny świątyni pochodzi z 1730 roku. Jest wykuty z różnokolorowych odmian marmuru i rzeźbiony z drewna lipowego, które później poddano złoceniu.
Na mensie stoi rokokowe tabernakulum ozdobione motywami winnych gron, kłosów zbóż i figurami aniołów, a po jego bokach znajdują się dwa relikwiarze.
W retabulum wisi obraz Filipa Christiana Bentuma przedstawiający apostołów Piotra i Pawła, nad którymi unosi się postać Chrystusa z Krzyżem. W głębi widoczne są dwie małe scenki przedstawiające męczeństwo patronów kościoła – ukrzyżowanie Piotra i ścięcie Pawła.
Między kolumnami znajdują się posągi – z lewej strony św. Augustyna, twórcy reguły bożogrobców, a po prawej –
św. Jakuba Młodszego, patrona zakonu. Całość wieńczy obraz Madonny z Dzieciątkiem, również autorstwa Bentuma. Na samym szczycie ołtarza znajduje się figura
Boga Ojca adorowanego przez anioły.
Dopełnieniem całości jest fresk na sklepieniu prezbiterium z podwójnym krzyżem bożogrobców, adorowany przez dziewięć chórów anielskich i trzy postaci stanowiące alegorie cnót kardynalnych – Wiarę, Nadzieję i Miłość.
Polichromia w centralnym miejscu sklepienia nawy głównej przedstawia
Trójcę Świętą adorowaną przez personifikacje czterech znanych wówczas kontynentów. Na tle białego trójkąta widnieje postać Boga Ojca jako stworzyciela świata z kulą ziemską, triumfujący Chrystus Zmartwychwstały z rozwianą chorągwią rezurekcyjną oraz
Duch Święty jako gołębica. Poniżej Maryja z apostołami i aniołami trzymają w dłoniach gałązki oliwne, symbolizujące męczeństwo i cnotę.
Po bokach sklepienia, przy balustradzie będącej iluzyjnym przedłużeniem rzeczywistej architektury widać cztery grupy postaci symbolizujące Europę, Afrykę, Amerykę i Azję. Przedstawiona została w ten sposób idea rozpowszechnienia się po całym świecie nauki o zbawieniu przez Krzyż Święty.
Zastosowano tu symbolikę liczb charakterystyczną dla nowożytnej architektury.Cztery kontynenty, a także cztery ramiona krzyża pomnożone przez trzy
Osoby Boskie dają dwanaście, czyli liczbę dwunastu pokoleń Izraela oraz dwunastu Apostołów.
W zachodniej części nawy głównej przedstawiona jest scena znalezienia, wypróbowania i wywyższenia Krzyża Świętego, unoszonego ku górze przez anioły. Towarzyszą im
św. Helena, cesarz Konstantyn Wielki, papieże, biskupi, doktorzy Kościoła i zakonnicy, wśród nich także fundatorzy
świątyni – prepozyt Eliasz Klose oraz biskup wrocławski Ludwik Franciszek von Pfalz-Neuburg. Malowidło to nawiązuje do tzw. Próby Krzyża, kiedy to staraniem cesarzowej Heleny został odnaleziony Krzyż. Po dotknięciu tą relikwią osoby zmarłej, została ona cudownie wskrzeszona. Uznano wówczas, że odnaleziony krzyż jest prawdziwy. Relikwie Krzyża Św. zostały otoczone wielką czcią i powierzone później bożogrobcom.
Dzięki złudzeniu optycznemu krzyż namalowany w centralnym miejscu sklepienia wydaje się wisieć pionowo, oglądany z dowolnego miejsca w kościele. Przedłużeniem tej sceny jest iluzjonistyczne wyobrażenie momentu uzdrowienia na tle Bazyliki Grobu w Jerozolimie
Z nawą główną poprzez arkady o kształcie półkoli łączą się boczne kaplice, oddzielone skośnie ustawionymi pilastrami. Znajdujące się w nich polichromie, także autorstwa braci Schefflerów, ukazują w symboliczny sposób znaczenie tajemnicy Krzyża w życiu każdego człowieka. Przedstawione zostały tu także logicznie dobrane, starotestamentowe
prefiguracje Jezusa i jego zbawczej misji.
W kaplicach po północnej stronie umieszczono wizerunki przedstawiające:
- Baranka Eucharystycznego;
- dwie drabiny z aniołami ze snu Jakuba;
- anioła kontemplującego tajemnicę Krzyża;
- śmierć Judasza oraz cudowne uleczenia króla Abgara na tle jerozolimskiej Bazyliki Grobu Bożego.

Freski kaplic południowych to dalszy ciąg cyklu malowideł, objaśniających istotę krzyża
i łask z niego płynących. Są tu ukazane:
- alegoria Kościoła wschodniego i zachodniego jako budowli znajdującej się w porcie, na dnie morza;
- alegoria zbawczej mocy i działania Krzyża w kontekście cierpień i nieszczęść dotykających ludzi;
- statek ze zwiniętym żaglem i płonącym sercem na pokładzie, wśród fal morskich – symboliczna scena wyrażająca tęsknotę niespokojnego ludzkiego serca za Bożą prawdą;
- ilustracje biblijnych przypowieści o dobrym zasiewie oraz o dobrej i złej budowli.

Empory nad bocznymi kaplicami są otwarte do nawy półkolistymi arkadami, wspartymi na filarach
Na ich sklepieniach znajdują się kolejne malarskie wizje figur mesjańskich ze
Starego Testamentu.
W emporach po stronie północnej umieszczone zostały wizerunki ukazujące:
- dwanaście pokoleń Izraela;
- kapłanów zgromadzonych wokół Arki, stanowiącej zapowiedź Nowego Przymierza, którego kapłanem jest Jezus;
- Dawida, Saula i Salomona oraz monarchów z Nowego Testamentu;
- bohaterskie kobiety izraelskie.

Na sklepieniach empor po przeciwnej, południowej stronie znajdują się freski przedstawiające:
- przejście przez Morze Czerwone;
- matkę Machabeuszy z synami oraz proroków Izajasza i Jeremiasza;
- Hioba, Zuzannę i Tobiasza;
- Daniela, Józefa Egipskiego, Mojżesza, Eliasza z Jonaszem oraz Noego.

Wszystkim freskom towarzyszą łacińskie inskrypcje, najczęściej zaczerpnięte z Biblii, służące wyjaśnianiu tematu malowidła jako wyraz typowego dla baroku ścisłego związku obrazu ze słowem.
Najbardziej ozdobiona została rokokowa Kaplica Bożego Grobu, znajdująca się w tylnej części kościoła, pod południową wieżą. Znajduje się w niej rokokowy ołtarz z oszkloną figurą Chrystusa oraz charakterystyczną dla tego zakonu dokładną kopia Grobu Bożego.
Ambonę pochodzącą z 1730 roku ozdabia płaskorzeźba przedstawiająca powrót
Syna Marnotrawnego oraz figura
Dobrego Pasterza, czyli typowe dla kontrreformacji treści ideowe z motywem nawrócenia, a jednocześnie nawiązanie do duchowej przemiany św. Pawła w drodze do Damaszku. Czytelna aluzja dotyczy powrotu luteran do Kościoła katolickiego.
Życie apostołów Piotra i Pawła przybliża znajdujący się w kościele cykl obrazów z drugiej połowy XVIII wieku autorstwa Jana Melchiora Brandeisa z Wrocławia.
Jednym z najcenniejszych obiektów w kościele jest ufundowany przez prepozyta
A. O. Neyhausa rokokowy prospekt organowy. Zbudował go w latach 1765-1766
Wilhelm Scheffler. Składa się on z dwudzielnych organów różnej wielkości włączonych w balustradę chóru.
Na sklepieniu chóru muzycznego przedstawiony został koncert anielski oraz wątek eschatologiczny w postaci sceny Sądu Ostatecznego.
Dzięki doskonałej współpracy wielu artystów osiągnięta została jedność ideowa i wzajemna harmonia różnorodnych dzieł architektonicznych, rzeźbiarsko-sztukatorskich i malarskich tworzących wystrój wnętrza kościoła.